# موسيس نديما ماساي
موسيس نديما ماساي (بالإنجليزية: Moses Ndiema Masai)‏ مواليد 1 يونيو 1986، هو عداء مسافات طويلة كيني متخصص في 10000 متر. مثل بلاده في الأولمبياد. حقق الميدالية البرونزية في بطولة العالم لألعاب القوى سنة 2009، كما حقق ميداليتين ذهبيتين في بطولة أفريقيا للناشئين.

## الميداليات
| الميدالية | المسابقة                       |
| --------- | ------------------------------ |
| برونزية   | بطولة العالم لألعاب القوى 2009 |

## روابط خارجية
- موسيس نديما ماساي على موقع الاتحاد الدولي لألعاب القوى (الإنجليزية)
- موسيس نديما ماساي على موقع الدوري الماسي (الإنجليزية)
- موسيس نديما ماساي على موقع أوليمبيديا (الإنجليزية)